# Saint-Laurent-du-Verdon

Saint-Jeannet este o comună în departamentul Alpes-de-Haute-Provence din sud-estul Franței. În 1 ianuarie 2022 avea o populație de 89 de locuitori.